# Eobekena
Eobekena is een geslacht van uitgestorven kreeftachtigen uit de klasse van de Ostracoda (mosselkreeftjes).

## Soorten
- Eobekena apposita Abushik, 1971 †
- Eobekena circulata (Neckaja, 1958) Abushik, 1971 †
- Eobekena oviformis (Jones, 1889) Abushik, 1971 †